# Lissodendoryx certa
Lissodendoryx certa är en svampdjursart som först beskrevs av Topsent 1892.  Lissodendoryx certa ingår i släktet Lissodendoryx och familjen Coelosphaeridae.
Artens utbredningsområde är Portugal. Inga underarter finns listade i Catalogue of Life.